# Avtocesta A2
Avtocesta A2 (pogosto imenovana "gorenjska" oziroma "dolenjska avtocesta", tudi "Ilirika") je avtocesta v Sloveniji, dolga 175,5 km. Poteka v smeri severozahod-jugovzhod od meje z Avstrijo v predoru Karavanke do meje s Hrvaško na Obrežju. Gradnja avtoceste, ki se je začela leta 1981, se je zaključila oktobra 2011 z rekonstrukcijo polovice odseka med Peračico in Podtaborom.
Avtocesta je sestavni del evropskih poti E61 in E70, kot tudi X. panevropskega koridorja (Salzburg–Solun).
Na avtocesti A2 leži med drugim tudi najdaljši predor v Sloveniji, predor Karavanke (skupne dolžine 7864 metrov, od tega jih je 3750 v Sloveniji). Predor, z delom avtoceste do izvoza Hrušica, je bil dokončan leta 1991 kot ena izmed dveh navezav slovenskega avtocestnega omrežja z avstrijskim avtocestnim omrežjem. Na dolenjskem delu avtocesta pretežno poteka po trasi bivše "avtoceste" Bratstva in enotnosti.

## Zgodovina
Prvi odseki avtoceste A2 so bili zgrajeni leta 1981 kot del tako imenovane zahodne ljubljanske obvoznice, in sicer odsek od Kosez do priključka Ljubljana Vič. V letu 1985 je bil zgrajen del gorenjskega kraka, in sicer od Naklega do Kranja kot prva polovica avtoceste in od Kranja do Ljubljane (Šentvid–Celovška cesta) kot štiripasovnica. Leta 1989 je sledil odsek Šmarje - Sap–Grosuplje kot štiripasovnica in novo levo smerno vozišče na odseku Grosuplje–Višnja Gora čez Polico, desno smerno vozišče pa je bilo le preurejeno s SOS nišami. Leta 1992 je bil odprt zelo zahteven odsek Malence–Šmarje - Sap z dvema dvocevnima predoroma in viaduktom. Na gorenjskem delu se je leta 1991 ob otvoritvi predora Karavanke odprt tudi del avtoceste od Hrušice do Vrbe v skromnejšem prečnem profilu, brez odstavnih pasov in zoženim ločilnim pasom zaradi težkih terenskih razmer, saj cesta poteka po pobočju Mežakle nad naseljem Jesenice in Lipce. Nato je nastopila daljša prekinitev, saj so bili prioritetni drugi odseki avtocest v Sloveniji. Dela so se nadaljevala šele leta 1999 na odseku Višnja Gora–Ivančna Gorica–Bič in so se končala leta 2000. Istega leta je bil dograjena tudi druga polovica avtoceste na odseku Naklo–Kranj in leta 2003 pa zgrajen tudi odsek štiripasovnice od Podtabora do Naklega. Tudi na dolenjskem kraku so se dela nadaljevala na odseku Bič–Korenitka. Leta 2004 so se dela na dolenjskem kraku intenzivirala na najdaljšem odseku od Kronovega do mejnega prehoda Obrežje. V celoti je bila rekonstruirana v pravo avtocesto stara hitra cesta "bratstva in enotnosti". Nadaljevala so se tudi dela na odseku Korenitka–Pluska vse do nespornega poteka mimo Trebnjega. Leta 2006 pa so se izvajala tudi dela na drugem koncu nespornega dela mimo Trebnjega, to je od Hrastja najprej do Novega mesta oziroma Lešnice, nato pa leta do leta 2008 končala do Kronovega. S tem je bil dolenjski krak, razen mimo Trebnjega zaključen. V letih 2007 in 2008 so se intenzivno izvajala dela tudi na Gorenjskem. Končani so bili odseki od Vrbe do Peračice kot štiripasovnica, zgrajeno levo smerno vozišče med Peračico in Podtaborom, zgrajen pa je bil tudi odsek Šentvid–Koseze s predorom pod Šentviškim hribom in razcepom Kozarje, leta 2009 pa tudi polni priključek na Celovško cesto. Končno je bila tudi izbrana varianta poteka avtoceste mimo Trebnjega tako, da je bila zgrajena in odprta za promet v letu 2010. In še zadnji odsek, rekonstrukcija desnega smernega vozišča na odseku Peračica–Podtabor, ki je bil predan prometu v letu 2011.

## Značilnosti
Avtocesta A2 je v celotni dolžini štiripasovna cesta s fizično ločenima smernima voziščema. Z izjemo odseka od Hrušice do Vrbe ima tudi odstavne pasove. Širina voznih pasov je 3,75 m, odstavni pas je širine 2,5 m in robni pas širine 0,5 m. Poleg trase avtoceste je bilo zgrajenih cela vrsta deviacij kategoriziranih in nekategoriziranih cest, poljskih in gozdnih poti, regulacij potokov in rek, prestavljenih in na novo zgrajenih je bilo mnogo komunalnih in drugih vodov, itd. Cesta je v celoti opremljena s klicem v sili, na območju predora Karavanke in predora Šentvid pa tudi z ITS opremo za nadzor in vodenje prometa.

## Cestnina
Avtocesta A2 je bila na celotni trasi od Karavank do Obrežja cestninjena kot "odprt sistem" s čelnimi cestninskimi postajami. Izjema je cestninska postaja Krško, ki je postavljena tudi na izvozu za Krško na priključku Drnovo. Posebnost je tudi cestninska postaja pred predorom Karavanke, saj se tukaj plačuje predornina za smer v Avstrijo, medtem ko je enaka cestninska postaja na avstrijski strani predora za plačilo v smeri Slovenije.
Po uvedbi vinjet za osebna ter elektronskega cestninjenja za težka vozila so bile vse cestninske postaje z izjemo postaje Hrušica pred karavanškim predorom porušene.

## Objekti

### Razcepi
Na avtocesti so trije avtocestni razcepi:
- Podtabor, na Gorenjskem, kjer se na avtocesto A2 naveže glavna cesta G2-101 iz mejnega prehoda Ljubelj (zgrajen leta 1963 in rekonstruiran leta 2010);
- Kozarje, kjer se od primorskega kraka avtoceste A1 odcepi gorenjski del avtoceste A2 proti Šentvidu ter na južno ljubljansko obvoznico (A1/A2);(zgrajen leta 1981).
- Malence, južno od Ljubljane, kjer se od avtoceste A1 odcepi v smeri proti Dolenjski in Hrvaški, avtocesta A2;(zgrajen leta 1993).

### Predori
- Karavanke 7864 m (8019 m s portaloma)
- Ljubno desni 260 m, Ljubno levi 261 m
- Šentvid desni 1072 m, levi 1047 m
- priključek Šentvid krak B 291 m, krak C 402 m
- Debeli hrib desni 341 m, Debeli hrib levi 378 m
- Mali vrh desni 414 m, Mali vrh levi 399 m
- Leščevje desni 369 m, Leščevje levi 363 m

### Pokriti vkopi
Na avtocesti je zgrajenih enajst pokritih vkopov:
- Moste
- Ljubljana-Šentvid
- priključek Šentvid krak A in krak D
- Medvedjek I. in Medvedjek II.
- Dolge Dole
- Doline
- Dobrove
- Čatež desni in levi

- Pokriti vkop Doline na Karteljevskem klancu pri Novem mestu
- viadukt Peračica

### Viadukti
- Podmežakla I do IV (desni in levi ter IVa)
- Moste
- Zgoša desni in levi
- Dobruša desni in levi
- Peračica desni in levi
- Ljubno desni in levi
- Lešnica desni in levi
- Tržiška Bistrica desni in levi
- Rupovščica desni in levi
- Reber desni in levi
- Ivančna Gorica desni in levi
- Ponikve desni in levi
- Dole desni in levi
- Mačkovec desni in levi
- Jelše desni in levi
- Dobovo desni in levi
- Toplice desni in levi
- Čatež desni in levi
- Prilipe desni in levi

### Mostovi, podvozi in nadvozi ter podporne in oporne konstrukcije
Na avtocesti A2 je tudi 32 mostov, 81 nadvozov in 116 podvozov kot tudi 72 podpornih in opornih konstrukcij.

## Oskrbne postaje in počivališča
Na avtocesti A2 je za potrebe prometa vozil in potnikov na voljo 7 oskrbnih centrov z vso potrebno infrastrukturo (bencinski servis, restavracija, parkirišče in drugo), šest bencinskih servisov s parkiriščem in bifejem ter štiri počivališča. Tri lokacije so še v gradnji.

## Varstvo okolja
Za potrebe varovanja okolja so bili zgrajeni: 
- zadrževalniki z lovilci olj in čistilnimi napravami za zaščito pred onesnaženjem podtalnice z vodami iz cestišča
- ekodukti in drugi objekti za prehajanje živali preko avtoceste
- protihrupne ograje za zaščito pred hrupom
- zaščita arheološkega najdišča Mošnje

## Mejni prehod Obrežje
Na meji z Republiko Hrvaško, je bil na avtocesti A2 od 25. decembra 2003 tudi mejni prehod Obrežje, ki je bil po velikosti največji v Sloveniji. Ukinjen je bil 1. 1. 2023 z vstopom Hrvaške v schengensko območje.
Poleg avtoceste, ki se je na območju izvajanja policijske in carinske kontrole razširila na 9 stez, sta na izstopni (4 steze) in vstopni strani (2 stezi) posebej zgrajeni tako imenovani kamionski cesti. Na območju ukinjenega mejnega prehoda so še vedno mejne službe (poleg Policije in Carine še fitosanitarna in veterinarska). Za potrebe izgradnje gospodarske cone je bil zgrajen tudi priključek »Obrežje terminal«, ki med drugim služi tudi za zavračanje vozil oz. oseb, ki nimajo ustreznih dokumentov za prehod državne meje.

## Galerija
- Odsek A2 v območju galerije Šentvid (Ljubljana)
- Odsek A2 v območju Šentvid–Podutik (Ljubljana)
- ITS oprema za nadzor in vodenje prometa)
- Avtocesta na odseku med Torovim in izvozom Brnik
- Viadukt Moste pred Jesenicami
- Nekdanji mednarodni cestni mejni prehod Obrežje